# Ali Benouna

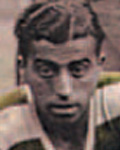
Benouna

Ali Benouna (* 23. Juli 1907 oder 16. Mai 1908 in Ech Cheliff; † 1980) war ein algerisch-französischer Fußballspieler. Er war der erste Spieler algerischer Nationalität, der für die französische Nationalelf auflief.

## Vereinskarriere
Benouna wuchs zu Beginn des 20. Jahrhunderts in Algerien auf, das damals von Frankreich beherrscht wurde und zu einem Teil des französischen Staatsgebietes erklärt worden war. Er gehörte der muslimisch-arabischen Bevölkerungsmehrheit an und nicht zu den privilegierten europäischstämmigen Siedlern, durfte aber dennoch 1930 zum Verein FC Sète im französischen Mutterland wechseln; damit zählte er zu den ersten Algeriern, denen dieser Schritt gelang. Mit Sète erreichte der 175 Zentimeter große Stürmer die Qualifikation für die Division 1, die 1932 als landesweite Profiliga eingeführt wurde und damit den Profifußball in Frankreich begründete. Am 11. September 1932 und damit dem ersten Spieltag debütierte er beim 3:0-Erfolg seiner Mannschaft gegen den EAC Roubaix in der neuen Liga und zählte damit zu deren Begründern. Zu einer Zeit, in der Ein- und Auswechslungen nicht möglich waren, war er fest in der ersten Elf gesetzt und verpasste im Verlauf der Saison 1932/33 kein einziges Spiel. Trotz seiner Rolle als Stammkraft im Sturm verbuchte Benouna zu keinem Zeitpunkt in seiner Laufbahn große Erfolge als Torjäger, womit diese Aufgabe im damals üblichen Fünf-Mann-Sturm Teamkameraden zukam, und schoss nie mehr als sechs Saisontore. Dennoch blieb er bei Sète ein fester Bestandteil der Mannschaft und wurde mit dieser 1934 französischer Meister. Zugleich gelang der Einzug ins nationale Pokalfinale und der algerischstämmige Offensivspieler stand auf dem Platz, als durch einen 2:1-Erfolg gegen Olympique Marseille auch dieser Titel gewonnen wurde.
Nach 1934 konnte er mit Sète zwar nicht an die vorherigen Erfolge anknüpfen, blieb aber Stammspieler bei einem Klub, der weiterhin obere Tabellenplätze in der Eliteklasse des französischen Fußballs einnahm. 1936 wechselte er nach sechs Jahren in Sète zum Ligakonkurrenten Stade Rennes. Obwohl er dort sofort den Sprung in die erste Elf schaffte, wurde er bereits zum 1. Dezember desselben Jahres wieder abgegeben und fand sich beim Zweitligisten US Boulogne wieder. Im Sommer 1937 kehrte er nach Rennes zurück, wo er mit dem mittlerweile abgestiegenen Verein im Verlauf der Spielzeit 1937/38 erfolglos um die Rückkehr in die erste Liga kämpfte. Persönlich gelang ihm diese allerdings, als er 1938 beim RC Roubaix unterschrieb. Bei dem Verein aus Nordfrankreich zählte er zwar zu den Leistungsträgern, konnte den Abstieg im Jahr 1939 jedoch nicht abwenden. Im selben Jahr kam der reguläre Spielbetrieb durch den Ausbruch des Zweiten Weltkriegs ohnehin zum Erliegen und Benouna beendete nach 135 Erstligapartien mit 23 Toren sowie 35 Zweitligapartien mit sieben Toren seine Profilaufbahn.

## Nationalmannschaft
Als muslimischer Algerier war Benouna französischer Staatsangehöriger – jedoch ohne volle Bürgerrechte – und damit für die französische Nationalmannschaft spielberechtigt. Am 9. Februar 1936 lief er bei einer 0:3-Niederlage in einem Freundschaftsspiel gegen die Tschechoslowakei erstmals für ebenjene auf und avancierte so zum ersten Algerier, der den Sprung in die französische Auswahl schaffte. Einzig Abdelkader Ben Bouali schaffte vor dem Zweiten Weltkrieg noch dasselbe. Nach seinem ersten Einsatz verbuchte Benouna am 8. März 1936 bei einem 3:0-Sieg gegen Belgien seine zweite Berufung in die Nationalelf, die zugleich seine letzte blieb.